# Crâne de squelette fumant une cigarette
Crâne de squelette fumant une cigarette (en néerlandais : Kop van een skelet met brandende sigaret) est une peinture à l'huile de l'artiste peintre néerlandais Vincent van Gogh réalisée en 1885-1886. Elle représente, comme son titre l'indique, un crâne qui fume une cigarette. L'œuvre est conservée au Musée Van Gogh d'Amsterdam.